# Pedro Zarraluki
Pedro Zarraluki Rubió (Barcelona, 31 de diciembre de 1954-Gerona, 2 de marzo de 2025) fue un escritor español.

## Trayectoria
Pedro Zarraluki nació en la ciudad de Barcelona, España, el 31 de diciembre de 1954. Allí fue donde cursó sus estudios. Colaboró en medios de prensa y radio, e impartió clases en la Escuela de Escritura del Ateneo Barcelonés. Sus obras han sido traducidas a diversos idiomas como el italiano, el francés, el griego y el ruso.

## Obra

### Novelas
- 1979: La décima sinfonía
- 1986: La noche del tramoyista
- 1990: El responsable de las ranas
- 1994: La historia del silencio
- 1997: Hotel Astoria
- 2000: Para amantes y ladrones
- 2005: Un encargo difícil
- 2008: Todo eso que tanto nos gusta
- 2012: El hijo del virrey
- 2021: La curva del olvido

### Cuentos
- 1983: Galería de enormidades
- 1986: Tres trayectos innobles
- 1989: Retrato de familia con catástrofe
- 2007: Humor pródigo (antología)
- 2014: Te espero dentro (Destino, 2014)

## Premios
- 1988: Premio Margarita Xirgu de teatro radiofónico por Retrato sobre una barca
- 1990: Premio Ciudad de Barcelona por El responsable de las ranas
- 1990: Premio Ojo Crítico por El responsable de las ranas
- 1994: Premio Herralde de Novela por La historia del silencio
- 2005: Premio Nadal por Un encargo difícil
- 2013: Premio White Raven por El hijo del virrey